# カサンドラ (軽巡洋艦)
| 画像をアップロード |                                                                              |
| 艦歴               |                                                                              |
| 発注               |                                                                              |
| 起工               | 1916年3月                                                                    |
| 進水               | 1916年11月25日                                                               |
| 就役               | 1917年6月                                                                    |
| 退役               |                                                                              |
| その後             | 1918年12月5日に戦没                                                          |
| 除籍               |                                                                              |
| 性能諸元           |                                                                              |
| 排水量             | 4,190トン                                                                    |
| 全長               | 450 ft（140 m）                                                              |
| 全幅               | 43.6 ft（13.3 m）                                                            |
| 吃水               | 14 ft（4.3 m）                                                               |
| 機関               | ブラウン＝カーチス式ギアード・タービン2基 ヤーロウ缶6基、2軸推進、40,000 shp |
| 最大速             | 29ノット                                                                     |
| 乗員               | 327名                                                                        |
| 兵装               | 6インチ砲5門 3インチ砲2門 2ポンド砲2門 21インチ魚雷発射管8門                 |

カサンドラ（HMS Cassandra）はイギリス海軍の軽巡洋艦。カレドン級。

## 艦歴
ヴィッカース社で建造。1916年3月起工。同年11月25日進水。1917年6月就役。
最初はグランドフリートの第6軽巡洋艦戦隊に所属した。1917年8月15日、フェア島で座礁。
1918年11月21日、Edwyn Alexander-Sinclair少将率いる軽巡洋艦「カーディフ」、「カラドック」、「シアリーズ」、「カサンドラ」、「カリプソ」などはバルト海へ向かった。11月29日にコペンハーゲンに到着し燃料補給を行ったが、石炭船が座礁したため石炭焚きの掃海艇への補給は行えなかった。バルト海には機雷の危険があったが、可能な限り早く艦隊に来てもらいたいとのコンスタンティン・パッツからの要請を受け、部隊は掃海艇抜きで出発することとなった。リバウを経てレバルへ向かう際、Sinclairは時間短縮のため安全とされる水路から外れた航路をとった。
12月5日未明、オーゼル島沖で「カサンドラ」は触雷した。機雷は機関室の直下で爆発し、動力は失われた。艦を救える見込みはなかった。ボートは凍り付いていたため、まず駆逐艦「Westminster」が風上側から乗員の収容を試みたが、14名しか収容できなかった。次いで駆逐艦「ヴェンデッタ」が風下側から向かい、乗員の大半を収容した。その時点でもまだ「カサンドラ」には艦長ら残っており、「シアリーズ」がどうにかボート1艘を降ろして派遣した。その後「カサンドラ」は沈没した。死者は爆発で死亡した10名と「ヴェンデッタ」への収容の際に海に転落した1名の計11名であった。